# Китоска война
Китоската война е бунт на евреите в Източното Средиземноморие срещу Римската империя през 115 – 117 година, част от Юдейско-римските войни.
Възползвайки се от заетостта на основните римски армии с Партската война на Траян на източната граница, евреите в африканските провинции Киренайка и Египет, както и на остров Кипър започват въстание, което прераства в масови кланета над поставените там римски гарнизони и цивилното население на тези области, които на места са напълно обезлюдени. Продължават броженията и бунтове и в самата Юдея, където 15 години по-късно избухва фаталното за евреите Въстание на Бар Кохба, след потушаването на което те са прогонени от района на Йерусалим, който е разрушен и за около 500 години преименуван на Елия Капитолина. Първоначално срещу бунтовниците воюва Лузий Квиет, на чието име е наречен този конфликт, а след като той е осъден на смърт от Публий Ацилий Атиан, в започналите след възшествието на новия император Адриан (117 г.) процеси срещу видни генерали на предшественика му, окончателната победа над тях е извоювана от Квинт Марций Турбон.
Важна последица от Китоската война е отначало временното, а после - и пълно отказване от настъплението срещу партите от страна на Рим. Отношенията между тях остават относително мирни чак до времето на Септимий Север (193-211 г.), а римските легиони са пренасочени към действия по запазване, оползотворяването и разширяване на завоеванията в Британия и Германия.